# Myrcia alatiramea
Myrcia alatiramea là một loài thực vật có hoa trong Họ Đào kim nương.